# Lili Hinstin
Lili Hinstin (Parigi, 10 luglio 1977) è una direttrice artistica francese.
Dal 1 dicembre 2018 al 24 settembre 2020 è stata direttrice artistica del Locarno Film Festival. 

## Biografia
Nel 2001 ha fondato la casa di produzione Les Films du Saut du Tigre. Dal 2005 al 2009 è stata programmatrice della Académie de France à Rome, ed è stata vice-direttrice artistica del Cinéma du réel International Festival al Centro Georges Pompidou dal 2010 al 2013. Dal 2013 è stata la direttrice artistica dell'Entrevues Belfort International Film Festival. Dal 1º dicembre 2018 al 24 settembre 2020 è stata direttrice artistica del Locarno Film Festival.